# La Colombe, Manche

La Colombe este o comună în departamentul Manche, Franța. În 1 ianuarie 2022 avea o populație de 627 de locuitori.